# Comuna Vodice
Vodice (Občina Vodice) este o comună din Slovenia, cu o populație de 3.871 de locuitori (2002).

## Localități
Bukovica pri Vodicah, Dobruša, Dornice, Koseze, Polje pri Vodicah, Povodje, Repnje, Selo pri Vodicah, Skaručna, Šinkov Turn, Torovo, Utik, Vesca, Vodice, Vojsko, Zapoge